# 히라오카 히로아키 (축구 선수)
히라오카 히로아키(일본어: 平岡 宏章, 1969년 9월 2일 ~ )는 일본의 전 축구 선수이다.

## 구단 경력
1992년 J1리그의 시미즈 에스펄스에 입단하였다. 1992년과 1993년 2번의 J리그컵 준우승을 차지했다. 1996년 콘사돌레 삿포로로 이적했다. 1997년부터 1998년까지 알비렉스 니가타에서 뛰었다.

## 지도자 경력
은퇴 후에는 알비렉스 니가타의 코치를 거쳐, 2007년부터 2008년까지 알비렉스 니가타 싱가포르에서 감독을 맡았다. 2020년부터 2022년까지 시미즈 에스펄스에서 감독을 맡았다.